# Walter Gerber (Industrieller)

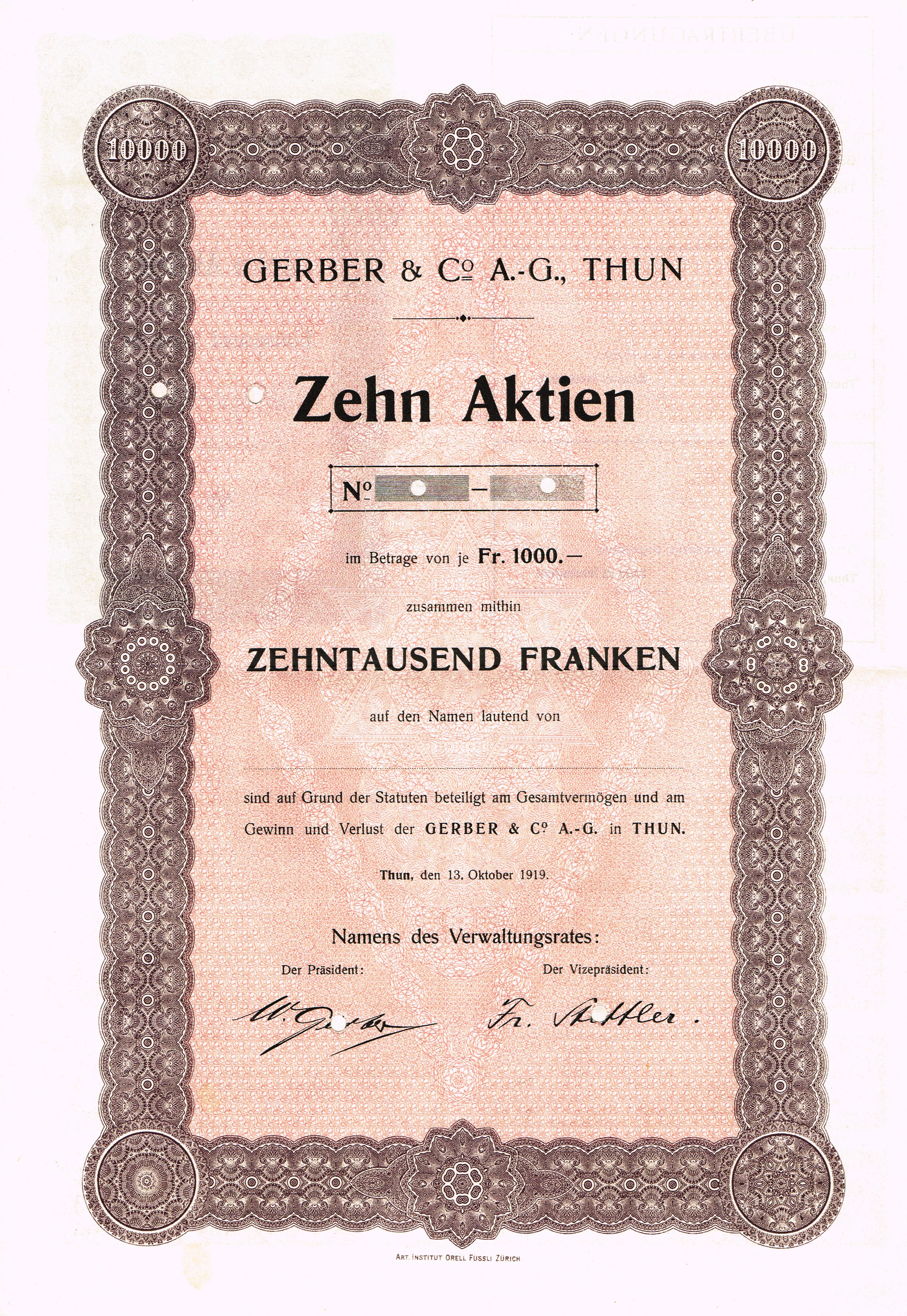
Sammelaktie über 10000 Franken der Gerber & Co. AG vom 13. Oktober 1919, Blankette

Walter Gerber (* 28. Februar 1879 in Thun; † 7. August 1942 in Luzern) war ein Berner Käsehändler und 1911 Miterfinder des Schmelzkäses.

## Leben
Walter Gerber erlernte bei seinem Vater in einer praktischen Ausbildung das Käsereihandwerk. 1908 übernahm er zusammen mit seinem Associé Fritz Stettler die Geschäftsleitung der elterlichen Unternehmung. 1911 erfanden sie den Schmelzkäse und gewannen so eine leicht nach Übersee versendbare Käseform. Nach der Umwandlung seiner Firma in die Gerber & Co. Aktiengesellschaft verkaufte er 25 % seiner Aktien an den Verband schweizerischer Milchproduzenten und später weitere 25 % an Nestlé.

Seinen Lebensabend verbrachte Walter Gerber, Neffe von Niklaus Gerber, dann mit seiner Frau Leonore im Sommer an der Côte d’Azur, im Winter zuhause. Mit 62 Jahren starb er 1942 in seiner Wohnung in Luzern.